# U-Boot aus dem Bayou St. John
Das U-Boot aus dem Bayou St. John wurde 1878 beim Ausbaggern des Bayou St. John an der Mündung in den Lake Pontchartrain in New Orleans entdeckt und geborgen. Es handelt sich hierbei um ein Kleinst-U-Boot der Konföderierten Staaten von Amerika aus der Zeit des Sezessionskriegs.

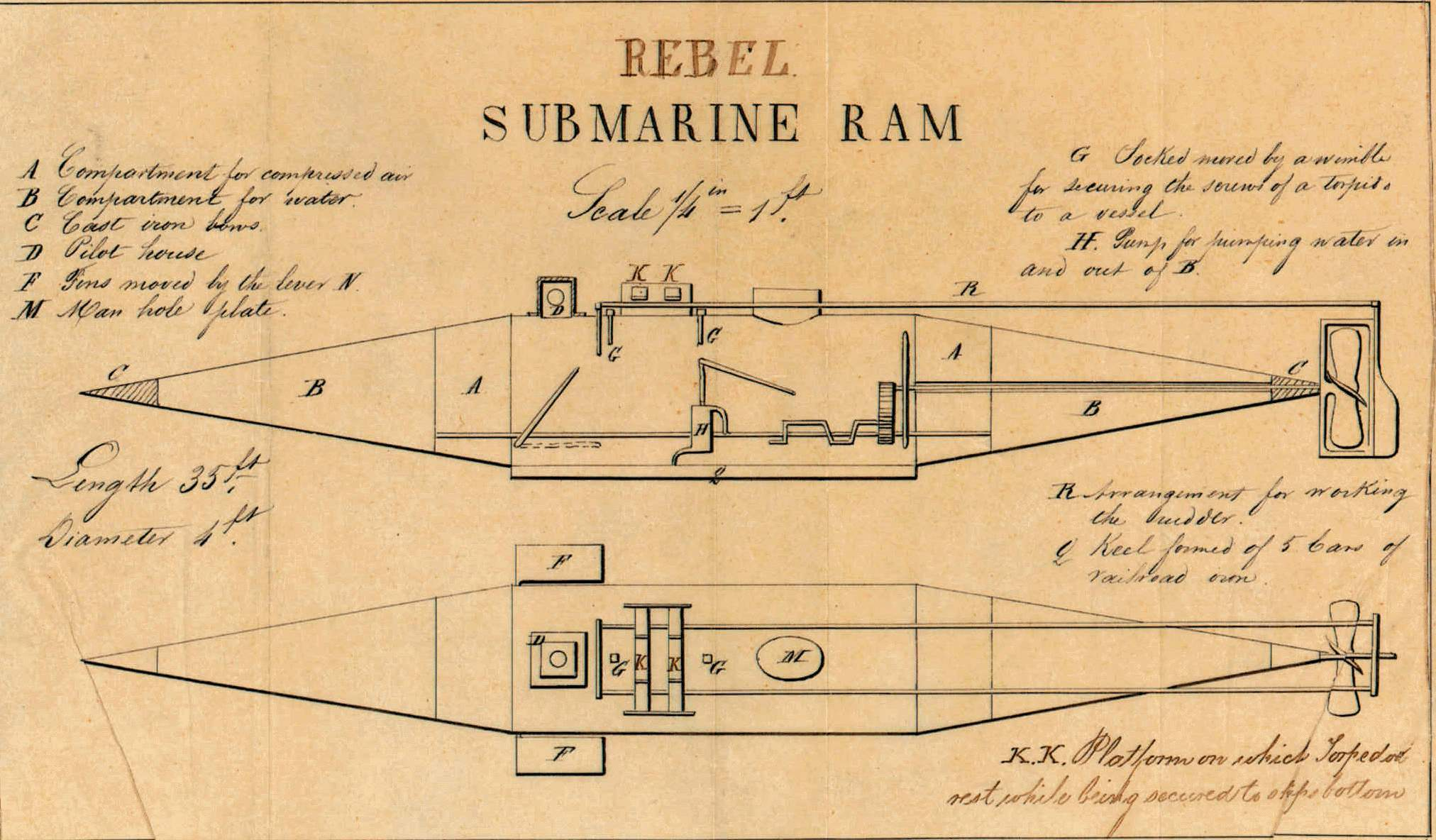
Zeichnung der Pioneer

Um welches U-Boot es sich handelt, ist unbekannt. Es gibt nur einen Bericht, der besagt, dass ein U-Boot kurz vor der Eroberung von New Orleans am 29. April 1862 durch die Nordstaaten im Bayou St. John einen Unfall erlitt, bei dem alle drei Besatzungsmitglieder starben. Zunächst vermutete man, es würde sich um die von Horace Lawson Hunley konstruierte Pioneer handeln. Diese war jedoch schon 1868 abgebrochen worden und ein Vergleich des U-Boots mit den 1862 und 1865 aufgenommenen Plänen zeigte Diskrepanzen bei der Konstruktion und den Maßen. Das U-Boot erinnert eher an das U-Boot von Tredegar Iron Works, das unter Aufsicht von William Cheeney konstruiert wurde und 1861 gegen die Dampffregatte  Minnesota der United States Navy zum Einsatz kam.
Möglicherweise wurde das hier beschriebene U-Boot schon im Juni 1861 gesichtet. E. P. Doer, ein Informant der Nordstaaten, berichtete, dass er ein kleines U-Boot aus Stahl im Mississippi River beobachtet hatte. Auf der Öffnung an der Oberseite des U-Boots war früher eine Kuppel mit Luken für den Steuermann aufgesetzt. An einer kleinen Öffnung war ein Schnorchelschlauch angebracht, der am anderen Ende über einen Schwimmer verfügte und so die Besatzung mit Frischluft versorgte.
Das U-Boot war am Ufer des Bayous im Freizeitpark Spanish Fort ausgestellt. 1908 wurde das U-Boot auf das Gelände der Camp Nicholls Confederate Home an der Moss Street auf der anderen Seite des Bayou St. John verbracht. Um das U-Boot besser zu konservieren, wurde es hierbei mit Beton ausgegossen. 1942 wurde es vom Louisiana State Museum erworben und an verschiedenen Orten um den Jackson Square gezeigt wurde. Von 1957 bis 1999 war es in den Arkaden im Erdgeschoss des The Presbytere ausgestellt. Nachdem in Baton Rouge der Beton entfernt und Konservierungsarbeiten vorgenommen wurde, wurde es ins Capitol Park Museum verbracht, wo es seitdem ausgestellt wird.